# Gouvernement Pierre Frieden
Ne doit pas être confondu avec Gouvernement Luc Frieden.
Gouvernement Bech-Bodson Gouvernement Werner-Schaus I
Le gouvernement Frieden (luxembourgeois : Regierung Frieden), est le gouvernement du Luxembourg en fonction du 29 mars 1958 au 2 mars 1959.

## La transition
Lorsqu’en janvier 1958, le ministre des Affaires économiques, Michel Rasquin, quitte le gouvernement et devient membre de la Commission de la CEE, Joseph Bech veut profiter de ce remaniement ministériel pour se faire assister par un secrétaire d’État aux Affaires étrangères. Cependant, le Parti ouvrier socialiste luxembourgeois, partenaire de la coalition, s’oppose à cette proposition. Aussi Bech demande-t-il à la souveraine de le décharger de la présidence du gouvernement qu’il estime ne plus pouvoir remplir avec l’efficacité souhaitée, étant donné ses nombreuses obligations à l’étranger. Pierre Frieden, le ministre chrétien-social le plus ancien en rang, le remplace à la tête du gouvernement.

## Composition
| Portefeuille | Titulaire | Titulaire                            | Parti |
| --- | --------- | ------------------------------------ | ----- |
| Ministre d'État Président du gouvernement (Administration centrale, Éducation nationale, Arts et Sciences, Cultes, Population et Famille, Intérieur) |           | Pierre Frieden (jusqu'au 23/02/1959) | CSV   |
| Ministre des Affaires étrangères (Commerce extérieur, Viticulture ; Administration centrale a.i.)                                                    |           | Joseph Bech                          | CSV   |
| Ministre de la Justice et des Travaux publics (Bâtiments et Voirie, Transports, Électricité, Éducation physique)                                     |           | Victor Bodson                        | LSAP  |
| Ministre du Travail et de la Sécurité sociale (Mines, Assistance sociale)                                                                            |           | Nicolas Biever                       | LSAP  |
| Ministre des Finances et de la Force armée (Intérieur a.i.)                                                                                          |           | Pierre Werner                        | CSV   |
| Ministre de l'Agriculture et de la Santé publique (Mondorf-État; Éducation nationale, Arts et Sciences, Cultes et Population et Famille a.i.)        |           | Émile Colling                        | CSV   |
| Ministre des Affaires économiques (Commerce, Industrie et Métiers, Ravitaillement alimentaire et industriel, Tourisme)                               |           | Paul Wilwertz                        | LSAP  |
| Secrétaire d'État aux Affaires économiques |           | Henry Cravatte                       | LSAP  |

## La politique gouvernementale
À un an de l’échéance électorale, le gouvernement Frieden dispose d’une marge de manœuvre limitée. Les divers groupes de pression, Centrale paysanne et syndicats en première ligne, l’assaillent avec leurs revendications. L’équipe dirigée par Pierre Frieden poursuit la politique du gouvernement précédent, accentuant quelque peu le rythme des réformes dans le domaine de l’éducation et de la culture. La loi du 7 juillet 1958 introduit une nouvelle formation pour les instituteurs. Deux années de stage à l’Institut pédagogique viennent compléter les études secondaires. La loi du 3 août 1958 crée un Institut d’enseignement
technique. Celle du 5 décembre 1958 donne enfin un statut légal à la Bibliothèque nationale et aux Archives de l’État. D’autres réformes, comme celles concernant les musées de l’État ou l’enseignement professionnel, n’ont pu être menées à terme à cause du décès prématuré du Premier ministre. L’augmentation continuelle des effectifs d’élèves exige la mise en chantier de nouveaux bâtiments scolaires. C’est en 1958, sous le ministre Frieden, qu’est lancée la construction d’une « cité scolaire » au boulevard Pierre Dupong, dont la première réalisation sera le nouvel Athénée. Le gouvernement poursuit également la modernisation de l’infrastructure du pays. Le 10 juillet 1958, il signe une convention avec le land Rhénanie-Palatinat concernant l’aménagement d’une station de pompage sur le cours de l’Our, près de Vianden. En vue de cette réalisation, une société avec des capitaux privés avec la participation de l’État luxembourgeois, la Société électrique de l’Our (SEO), avait déjà été créée en 1951. La signature de l’accord permet de démarrer le chantier de la centrale hydroélectrique. La station de pompage entrera en service en 1963.